# Reichstagswahlkreis Königreich Württemberg 7

Die Wahlkreisaufteilung des Deutschen Reichs.

Der Reichstagswahlkreis Königreich Württemberg 7 (in der reichsweiten Durchnummerierung auch Reichstagswahlkreis 314; auch Reichstagswahlkreis Nagold–Neuenbürg genannt) war der siebte Reichstagswahlkreis für das Königreich Württemberg für die Reichstagswahlen im Deutschen Reich und zum Zollparlament von 1868 bis 1918.

## Wahlkreiszuschnitt 1868
Bei der Zollparlamentswahl 1868 umfasste der Wahlkreis Königreich Württemberg 7 die Oberämter Aalen, Neresheim, Ellwangen und Gaildorf. Dieser Landesteil trug ab 1871 die Bezeichnung Reichstagswahlkreis Königreich Württemberg 13. Der Wahlkreis für die Oberämter Nagold, Calw, Böblingen und Neuenbürg trug hingegen 1868 die Nummer Königreich Württemberg 14. Um die räumliche Kontinuität besser abzubilden, zeigt dieser Artikel für die Wahl 1868 daher die Ergebnisse des Wahlkreises Königreich Württemberg 14.

## Wahlkreiszuschnitt ab 1871
Der Wahlkreis umfasste die Oberämter Calw, Herrenberg, Nagold und Neuenbürg.
| Jahr | Einwohner |
| ---- | --------- |
| 1890 | 102.413   |
| 1895 | 101.816   |
| 1900 | 103.810   |
| 1905 | 108.102   |
| 1910 | 112.501   |

|      | Landwirtschaft | Industrie und Gewerbe | Handel und Dienstleistungen |
| ---- | -------------- | --------------------- | --------------------------- |
| 1895 | 62,8           | 27,1                  | 10,1                        |
| 1907 | 55,6           | 31,2                  | 13,3                        |

|      | Evangelisch | Katholisch |
| ---- | ----------- | ---------- |
| 1890 | 95,1        | 4,2        |
| 1905 | 94,3        | 4,7        |
| 1910 | 94,1        | 4,8        |

In Württemberg trat die NLP als Deutsche Partei auf. Die amtliche Statistik führte die Abgeordneten zur Vergleichbarkeit mit den Wahlergebnissen in anderen Teilen Deutschlands als NLP, auch waren die württembergischen Reichstagsabgeordneten Mitglieder der Reichstagsfraktion der NLP. Die Darstellung in diesem Artikel folgt dem. Aufgrund der protestantischen Prägung des Wahlkreises spielte die Württembergische Zentrumspartei keine große Rolle.

## Abgeordnete
| Wahl                             | Abgeordneter             | Partei                   | Bild |
| -------------------------------- | ------------------------ | ------------------------ | ---- |
| Zollparlamentswahl 1868 bis 1871 | Georg Martin Doertenbach | fraktionslos-großdeutsch | 0    |
| Reichstagswahl 1871 bis 1877     | Lorenz Chevalier         | NLP                      | 0    |
| Reichstagswahl 1877 bis 1889     | Julius Staelin           | DRP                      | 0    |
| Ersatzwahl 1889 bis 1898         | Wilhelm von Gültlingen   | DRP                      |      |
| Reichstagswahl 1898 bis 1903     | Friedrich Schrempf       | DKP                      |      |
| Reichstagswahl 1903 bis 1918     | Heinrich Schweickhardt   | DtVP                     |      |

### 1868
Es fand ein Wahlgang statt. Die Zahl der abgegebenen gültigen Stimmen betrug 13.177.
| Kandidat                 | Partei | Stimmen | in % | Anmerkungen |
| ------------------------ | ------ | ------- | ---- | ----------- |
| Georg Martin Doertenbach | 0      | 10.533  | 0    | 0           |

### 1871
Es fand ein Wahlgang statt. 19.264 Männer waren wahlberechtigt. Die Zahl der abgegebenen gültigen Stimmen betrug 9757, 6 Stimmen waren ungültig. Die Wahlbeteiligung betrug 50,9 %
| Kandidat         | Partei   | Stimmen | in % | Anmerkungen |
| ---------------- | -------- | ------- | ---- | ----------- |
| Lorenz Chevalier | NLP      | 9531    | 0    | 0           |
| Julius Staelin   | DRP      | 219     | 0    | 0           |
| 0                | Sonstige | 7       | 0    | 0           |

### 1874
Es fand ein Wahlgang statt. 19.573 Männer waren wahlberechtigt. Die Zahl der abgegebenen gültigen Stimmen betrug 10.289, 23 Stimmen waren ungültig. Die Wahlbeteiligung betrug 52,7 %
| Kandidat         | Partei   | Stimmen | in % | Anmerkungen |
| ---------------- | -------- | ------- | ---- | ----------- |
| Lorenz Chevalier | NLP      | 10.217  | 0    | 0           |
| 0                | Sonstige | 72      | 0    | 0           |

### 1877
Es fand ein Wahlgang statt. 19.726 Männer waren wahlberechtigt. Die Zahl der abgegebenen gültigen Stimmen betrug 12.813, 42 Stimmen waren ungültig. Die Wahlbeteiligung betrug 52,7 %
| Kandidat       | Partei   | Stimmen | in % | Anmerkungen |
| -------------- | -------- | ------- | ---- | ----------- |
| Julius Staelin | DRP      | 12.522  | 0    | 0           |
| 0              | NLP      | 289     | 0    | 0           |
| 0              | Sonstige | 102     | 0    | 0           |

### 1878
Es fand ein Wahlgang statt. 19.911 Männer waren wahlberechtigt. Die Zahl der abgegebenen gültigen Stimmen betrug 11.526, 42 Stimmen waren ungültig. Die Wahlbeteiligung betrug 58,1 %
| Kandidat       | Partei   | Stimmen | in % | Anmerkungen |
| -------------- | -------- | ------- | ---- | ----------- |
| Julius Staelin | DRP      | 11.332  | 0    | 0           |
| Probst         | Zentrum  | 117     | 0    | 0           |
| 0              | Sonstige | 77      | 0    | 0           |

### 1881
Es fand ein Wahlgang statt. 19.405 Männer waren wahlberechtigt. Die Zahl der abgegebenen gültigen Stimmen betrug 9649, 57 Stimmen waren ungültig. Die Wahlbeteiligung betrug 50,0 %
| Kandidat          | Partei   | Stimmen | in % | Anmerkungen |
| ----------------- | -------- | ------- | ---- | ----------- |
| Julius Staelin    | DRP      | 9277    | 0    | 0           |
| Ludwig Windthorst | Zentrum  | 264     | 0    | 0           |
| Bartholomai       | K        | 39      | 0    | 0           |
| 0                 | Sonstige | 59      | 0    | 0           |

### 1884
Es fand ein Wahlgang statt. 19.236 Männer waren wahlberechtigt. Die Zahl der abgegebenen gültigen Stimmen betrug 12.452, 26 Stimmen waren ungültig. Die Wahlbeteiligung betrug 64,9 %
| Kandidat       | Partei   | Stimmen | in % | Anmerkungen |
| -------------- | -------- | ------- | ---- | ----------- |
| Julius Staelin | DRP      | 8506    | 0    | 0           |
| 0              | V        | 3876    | 0    | 0           |
| 0              | Zentrum  | 53      | 0    | 0           |
| 0              | Sonstige | 15      | 0    | 0           |

### 1887
Die Kartellparteien NLP und Konservative unterstützten den Mandatsinhaber. Es fand ein Wahlgang statt. 19.774 Männer waren wahlberechtigt. Die Zahl der abgegebenen gültigen Stimmen betrug 15.733, 49 Stimmen waren ungültig. Die Wahlbeteiligung betrug 79,8 %
| Kandidat       | Partei   | Stimmen | in % | Anmerkungen |
| -------------- | -------- | ------- | ---- | ----------- |
| Julius Staelin | DRP      | 15.506  | 0    | 0           |
| 0              | Zentrum  | 61      | 0    | 0           |
| 0              | S        | 110     | 0    | 0           |
| 0              | Sonstige | 56      | 0    | 0           |

### Ersatzwahl 1889
Nach dem Tod von Stälin am 23. Mai 1889 fand am 17. Oktober 1889 eine Ersatzwahl statt. Erneut einigten sich die Kartellparteien NLP und Konservative auf einen konservativen Kandidaten. Es fand ein Wahlgang statt. 19.755 Männer waren wahlberechtigt. Die Zahl der abgegebenen gültigen Stimmen betrug 12.689, 32 Stimmen waren ungültig. Die Wahlbeteiligung betrug 64,4 %
| Kandidat               | Partei   | Stimmen | in % | Anmerkungen |
| ---------------------- | -------- | ------- | ---- | ----------- |
| Wilhelm von Gültlingen | DRP      | 7991    | 0    | 0           |
| 0                      | V        | 4677    | 0    | 0           |
| 0                      | Sonstige | 21      | 0    | 0           |

### 1890
Die Kartellparteien NLP und Konservative unterstützten den Mandatsinhaber. Es fand ein Wahlgang statt. 19.927 Männer waren wahlberechtigt. Die Zahl der abgegebenen gültigen Stimmen betrug 14.561, 37 Stimmen waren ungültig. Die Wahlbeteiligung betrug 73,1 %
| Kandidat               | Partei   | Stimmen | in %   | Anmerkungen             |
| ---------------------- | -------- | ------- | ------ | ----------------------- |
| Karl Schickler         | DVP      | 3943    | 27,1 % | Rechtsanwalt, Stuttgart |
| Wilhelm von Gültlingen | DRP      | 10.294  | 70,9 % | 0                       |
| Theodor August Lutz    | SPD      | 183     | 1,3 %  | 0                       |
| Ludwig Windthorst      | Zentrum  | 51      | 0,3 %  | 0                       |
| Adolf Gröber           | Zentrum  | 38      | 0,3 %  | 0                       |
| 0                      | Sonstige | 15      | 0,1 %  | 0                       |

### 1893
Die Kartellparteien NLP und Konservative sowie der BdL unterstützten den Mandatsinhaber. Es fand ein Wahlgang statt. 20.355 Männer waren wahlberechtigt. Die Zahl der abgegebenen gültigen Stimmen betrug 15.760, 27 Stimmen waren ungültig. Die Wahlbeteiligung betrug 77,4 %
| Kandidat               | Partei   | Stimmen | in %   | Anmerkungen                |
| ---------------------- | -------- | ------- | ------ | -------------------------- |
| Reinhold Cleß          | DVP      | 6574    | 41,8 % | Bauunternehmer, Stuttgart  |
| Wilhelm von Gültlingen | DRP      | 8289    | 52,7 % | 0                          |
| Gottlieb Proß          | SPD      | 653     | 4,1 %  | Handschuhmacher, Esslingen |
| Adolf Gröber           | Zentrum  | 193     | 1,2 %  | 0                          |
| 0                      | Sonstige | 24      | 0,2 %  | 0                          |

### Ersatzwahl 1895
Nachdem Wilhelm von Gültlingen zum Landgerichtsdirektor ernannt worden war, musste er sein Mandat zurückgeben und es kam zu einer Ersatzwahl. NLP und Konservative sowie der BdL unterstützten erneut den Mandatsinhaber. Es fand ein Wahlgang statt. 20.628 Männer waren wahlberechtigt. Die Zahl der abgegebenen gültigen Stimmen betrug 13.935, 43 Stimmen waren ungültig. Die Wahlbeteiligung betrug 67,6 %
| Kandidat               | Partei   | Stimmen | in %   | Anmerkungen                                        |
| ---------------------- | -------- | ------- | ------ | -------------------------------------------------- |
| Fritz Schuster         | DVP      | 5748    | 41,4 % | Landwirt, Müller, Bierbrauer, Deufringen/Böblingen |
| Wilhelm von Gültlingen | DRP      | 7170    | 51,6 % | 0                                                  |
| Paul Benz              | SPD      | 780     | 5,6 %  | Schriftsetzer, Stuttgart                           |
| Christoph Schmid sen.  | Zentrum  | 177     | 1,3 %  | Landwirt, Ludwigsburg                              |
| 0                      | Sonstige | 17      | 0,1 %  | 0                                                  |

### 1898
Kurz vor der Wahl verstarb Wilhelm von Gültlingen. Da die Zeit bis zur regulären Wahl zu kurz war, kam es zu keiner Ersatzwahl. Die Kandidatenfindung erwies sich als schwierig. Zunächst schlug die NLP mit Unterstützung eines Teils der Konservativen Johannes von Hieber vor. Dieser wurde aber vom BdL und einem Teil der Konservativen abgelehnt, obwohl er das 10-Punkte-Programm des BdL akzeptierte. Der Gegenvorschlag, den Oberbaurat Ehmann zu benennen, lehnte die NLP ab. Auch Schrempf wurde zunächst von der NLP abgelehnt, um den Sieg im Wahlkreis nicht zu gefährden, stimmte sie jedoch letztlich zu.
Es fand ein Wahlgang statt. 21.125 Männer waren wahlberechtigt. Die Zahl der abgegebenen gültigen Stimmen betrug 14.436, 42 Stimmen waren ungültig. Die Wahlbeteiligung betrug 68,3 %
| Kandidat           | Partei   | Stimmen | in %   | Anmerkungen |
| ------------------ | -------- | ------- | ------ | ----------- |
| Friedrich Schrempf | K        | 8018    | 55,7 % | 0           |
| Otto Wasner        | SPD      | 1393    | 9,7 %  | 0           |
| Adolf Gröber       | Zentrum  | 327     | 2,3 %  | 0           |
| 0                  | Sonstige | 29      | 0,2 %  | 0           |

### 1903
NLP, Konservative und BdL einigten sich auf den Mandatsinhaber. Es fanden zwei Wahlgänge statt. 22.395 Männer waren wahlberechtigt. 17.233 gültige Stimmen wurden abgegeben, 47 Stimmen waren ungültig. Die Wahlbeteiligung betrug 77,0 %. 
| Kandidat               | Partei   | Stimmen | in %   | Anmerkungen |
| ---------------------- | -------- | ------- | ------ | ----------- |
| Heinrich Schweickhardt | DVP      | 5971    | 34,7 % | 0           |
| Friedrich Schrempf     | K        | 7778    | 45,3 % | 0           |
| Karl Oster             | SPD      | 2976    | 17,3 % | 0           |
| Adolf Gröber           | Zentrum  | 422     | 2,5 %  | 0           |
|                        | Sonstige | 39      | 0,2 %  | 0           |

SPD und Zentrum riefen in der Stichwahl zur Wahl des linksliberalen Kandidaten auf. In der Stichwahl betrug die Zahl der abgegebenen Stimmen 18.711, 42 Stimmen waren ungültig. Die Wahlbeteiligung betrug 83,5 %.
| Kandidat               | Partei | Stimmen | in %   | Anmerkungen |
| ---------------------- | ------ | ------- | ------ | ----------- |
| Heinrich Schweickhardt | DVP    | 9552    | 51,2 % | 0           |
| Friedrich Schrempf     | K      | 9117    | 48,8 % | 0           |

### 1907
Die NLP verzichtete auf einen eigenen Kandidaten und gab die Wahl frei. Es fanden zwei Wahlgänge statt. 23.312 Männer waren wahlberechtigt. 18.873 gültige Stimmen wurden abgegeben, 21 Stimmen waren ungültig. Die Wahlbeteiligung betrug 81,0 %. 
| Kandidat               | Partei   | Stimmen | in %   | Anmerkungen |
| ---------------------- | -------- | ------- | ------ | ----------- |
| Heinrich Schweickhardt | DVP      | 7894    | 41,9 % | 0           |
| Oster                  | SPD      | 3439    | 18,2 % | 0           |
| Adlung                 | BdL      | 7086    | 37,6 % | 0           |
| Adolf Gröber           | Zentrum  | 426     | 2,3 %  | 0           |
|                        | Sonstige | 7       | 0,0 %  | 0           |

Die SPR rief zur strikten Wahlenthaltung auf, das Zentrum unterstützte den BdL-Kandidaten. In der Stichwahl betrug die Zahl der abgegebenen Stimmen 18.527, 115 Stimmen waren ungültig. Die Wahlbeteiligung betrug 79,5 %.
| Kandidat               | Partei | Stimmen | in %   | Anmerkungen             |
| ---------------------- | ------ | ------- | ------ | ----------------------- |
| Heinrich Schweickhardt | DVP    | 9846    | 53,5 % | 0                       |
| Adlung                 | BdL    | 8566    | 46,5 % | Ökonomierat, Sindlingen |

### 1912
Schweickhardt trat als gesamtliberaler Kandidat mit Unterstützung der NLP an. Keppler wurde von BdL und Zentrum unterstützt. Es fanden zwei Wahlgänge statt. 24.302 Männer waren wahlberechtigt. 20.154 gültige Stimmen wurden abgegeben, 58 Stimmen waren ungültig. Die Wahlbeteiligung betrug 82,9 %. 
| Kandidat               | Partei   | Stimmen | in %   | Anmerkungen                  |
| ---------------------- | -------- | ------- | ------ | ---------------------------- |
| Heinrich Schweickhardt | FoVP     | 7626    | 38,0 % | 0                            |
| Friedrich Keppler      | K        | 6165    | 30,7 % | Fabrikant Lahnbach/Neuenbürg |
| Otto Steinmayer        | SPD      | 6254    | 31,1 % | 0                            |
| Adolf Gröber           | Zentrum  | 28      | 0,1 %  | 0                            |
|                        | Sonstige | 23      | 0,1 %  | 0                            |

Schweickhardt wurde in der Stichwahl von Konservativen und BdL unterstützt, das Zentrum rief zur Wahlenthaltung auf. In der Stichwahl betrug die Zahl der abgegebenen Stimmen 18.298, 156 Stimmen waren ungültig. Die Wahlbeteiligung betrug 75,3 %.
| Kandidat               | Partei | Stimmen | in %   | Anmerkungen |
| ---------------------- | ------ | ------- | ------ | ----------- |
| Heinrich Schweickhardt | DVP    | 11.280  | 62,2 % | 0           |
| Otto Steinmayer        | SPD    | 6862    | 37,8 % | 0           |